# Oithona vivida
Oithona vivida är en kräftdjursart som beskrevs av Farran 1913. Oithona vivida ingår i släktet Oithona och familjen Oithonidae. Inga underarter finns listade i Catalogue of Life.